# Chaetonotus aegilonensis
Chaetonotus aegilonensis är en djurart som tillhör fylumet bukhårsdjur, och som beskrevs av Balsamo, Todaro och Ezio Tongiorgi 1992. Chaetonotus aegilonensis ingår i släktet Chaetonotus och familjen Chaetonotidae. Inga underarter finns listade i Catalogue of Life.